# IGA SuperThrift Tennis Classic 2000
IGA SuperThrift Tennis Classic 2000 — жіночий тенісний турнір, що проходив на закритих кортах з килимовим покриттям The Greens Country Club в Оклахома-Сіті (США). Належав до турнірів 3-ї категорії в рамках Туру WTA 2000. Відбувсь уп'ятнадцяте і тривав з 21 до 27 лютого 2000 року. Друга сіяна Моніка Селеш здобула титул в одиночному розряді й отримала 27 тис. доларів США.

## Фінальна частина

### Одиночний розряд
Моніка Селеш —  Наталі Деші, 6–1, 7–6(7–3)
- Для Селеш це був 1-й титул в одиночному розряді за сезон і 45-й — за кар'єру.

### Парний розряд
Коріна Мораріу /  Кімберлі По —  Тамарін Танасугарн /  Олена Татаркова, 6–4, 4–6, 6–2